# Trójkąt Ilemi

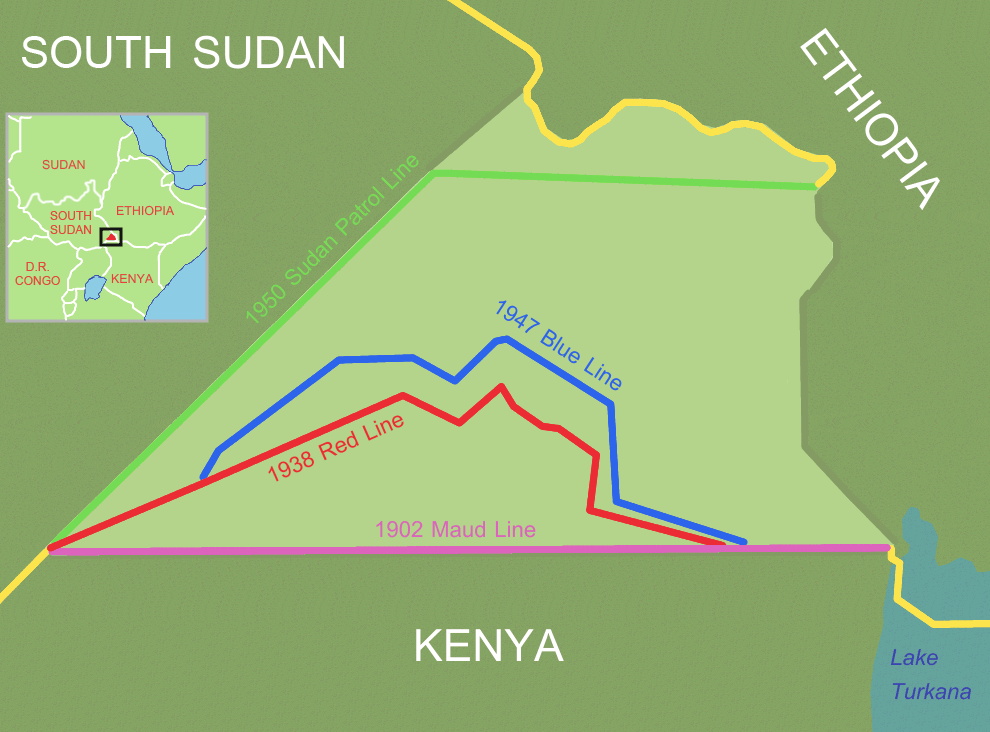
Trójkąt Ilemi

Trójkąt Ilemi – terytorium sporne w Afryce, do którego roszczenia zgłaszają Sudan Południowy, Kenia i Etiopia. Dane na temat powierzchni terytorium wahają się między 10 320 a 14 000 km². W 2006 roku obszar ten był całkowicie kontrolowany przez Kenię.
Nieustalona przynależność trójkąta Ilemi wynika z nieprecyzyjnego sformułowania umów z czasów kolonialnych. Ostateczne wytyczenie granic uniemożliwia obecna niestabilna sytuacja polityczna w regionie.
W 2019 roku Kenia i Sudan Południowy powołały do życia komisję mającą na celu uregulowanie problemu z granicą w tym rejonie w wyniku napięć na tle etnicznym eskalujących się w drobnych zbrojnych konfliktach pomiędzy ludnością.